# Sergiusz Ryczel
Sergiusz Ryczel (ur. 19 stycznia 1977 w Łodzi) – polski komentator sportowy oraz dziennikarz TVN, TVN24 i kanałów sportowych nc+.

## Życiorys

### Edukacja
Uczęszczał do I Liceum Ogólnokształcącego im. M. Kopernika w Łodzi. Jest absolwentem filologii angielskiej Uniwersytetu Łódzkiego. Jako student wyjechał na roczne stypendium na Uniwersytet Tsinghua w Pekinie.

### Kariera
W latach 2002–2020 pracował w koncernie ITI. Występował na antenach stacji: TVN, TVN24 oraz w kanałach sportowych nc+. Jako reporter relacjonował występy piłkarskiej reprezentacji Polski, a jako sprawozdawca komentował m.in. mecze Ligi Mistrzów UEFA.
Prowadzi turnieje piłkarskie dla najmłodszych: Orange Cup oraz Z podwórka na stadion o Puchar Tymbarku, a także firmowe turnieje sportowe.
W lipcu 2020 odszedł z redakcji sportowej Canal+. W latach 2020–2022 pracował w anglojęzycznym kanale informacyjnym Telewizji Polskiej Poland In, którego nazwę zmieniono w listopadzie 2021 na TVP World. Na jego antenie prowadził program Inside the Game.
Po odejściu z mediów w 2022 został trenerem wystąpień publicznych, zajmującym się szkoleniem osób, które zawodowo pracują lub chcą zarabiać dzięki wystąpieniom publicznym. Stworzył także internetowe kursy wideo z serii Mistrzowskie wystąpienia publiczne.